# نوسوسماران
نوسوسماران (انگلیسی: Neosuchia) نام کلادی است در میان‌هوتمساحان (Mesoeucrocodylia) که شامل همه تمساح‌سانان زنده امروزی و نزدیک‌ترین خویشاوندان سنگواره‌ای آن‌ها می‌شود.
نوسوسماران به عنوان فراگیرترین کلادی به‌شمار می‌آید که تمامی تمساح‌ریختانی (crocodylomorphs) را که در مقایسه با جنوب‌سوسمار به تمساح نیل نزدیک‌ترند دربر می‌گیرد.